# 埃尔斯特拉
埃尔斯特拉（德語：Elstra，發音：[ˈɛlstʁaː] ⓘ，發音：[ˈhalʃtʁɔf]）是德国萨克森州包岑县的城市，面积32.63平方千米，2023年12月31日人口为2,697人。